# Cementerio de Bagneux
El cementerio de Bagneux (en francés: Cimetière de Bagneux) es uno de los cementerios extra muros de París (Francia). Está situado en la localidad de Bagneux (Altos del Sena), lindante con París . El cementerio incluye una gran zona judía, a veces denominada cementerio judío. 

## Historia
El cementerio fue inaugurado el 15 de noviembre de 1886 y es uno de los tres cementerios parisinos situados extra muros, siendo los otros dos el Cementerio de Thiais (inaugurado en 1929) y el Cementerio de Pantin.

## Personalidades enterradas

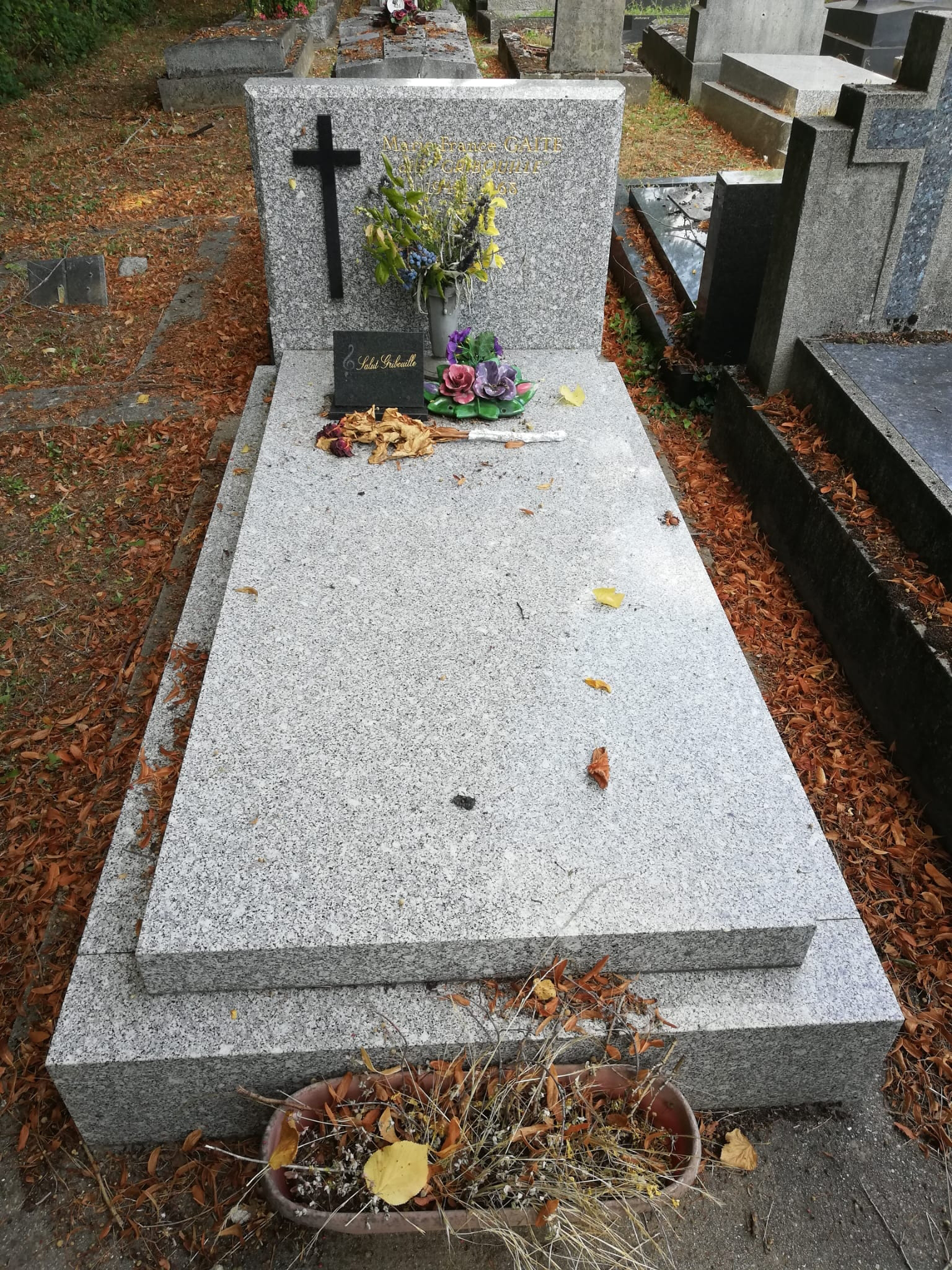
Tumba de "Gribouille"

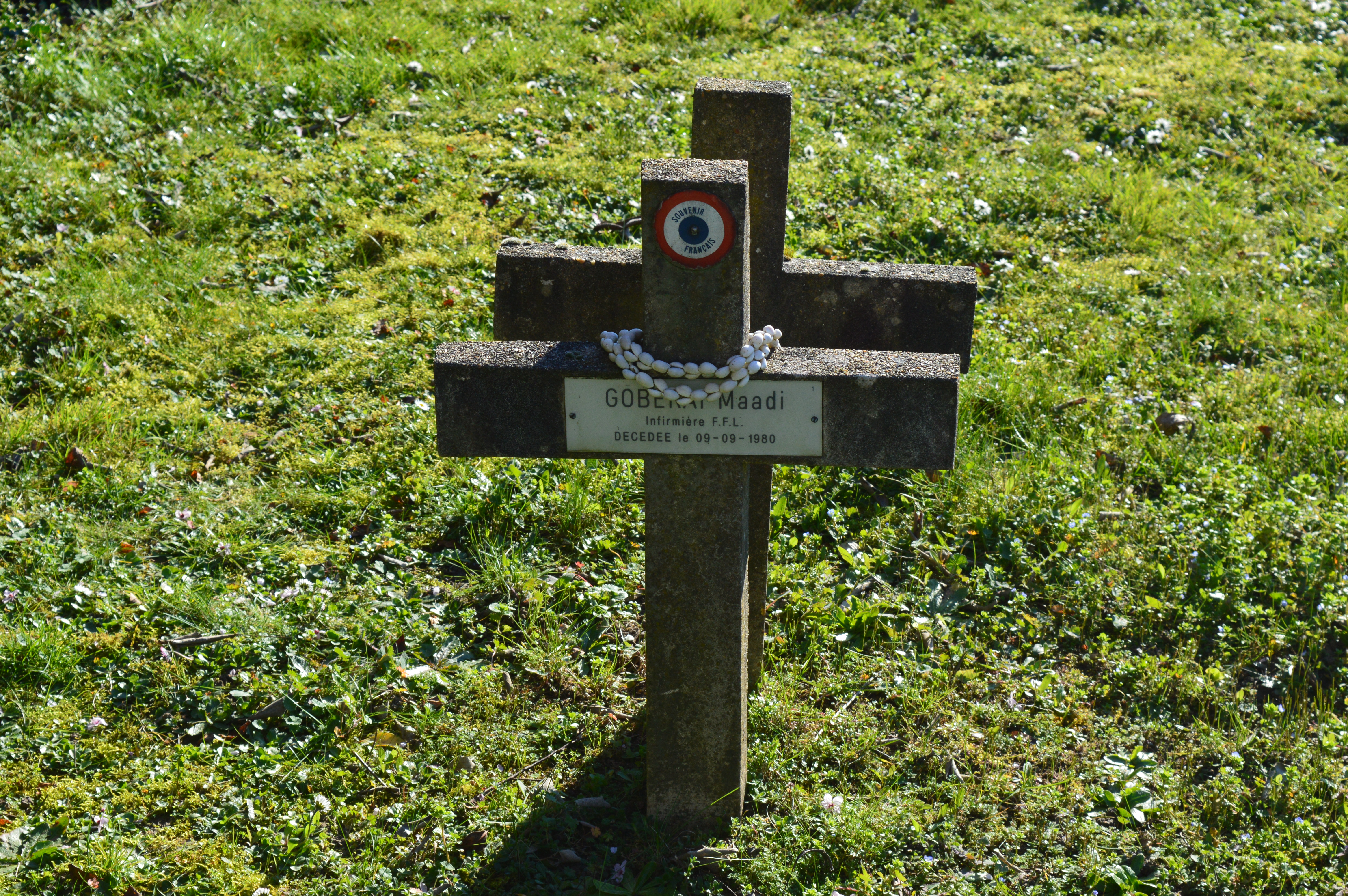
Tumba de Maadi Gobrait

- Fermín Aguayo (1926-1977), pintor español
- Yury Annenkov (1889–1974), ilustrador de origen ruso.
- Junie Astor (1912–1967), actriz.
- Eugène Atget (1857-1927), fotógrafo.
- Claude Berri (1934-2009), actor, escritor, productor y director francés.
- María Blanchard (1881-1932), pintora española.
- Frida Boccara, (1940–1996), cantante.
- Lucienne Boyer (1903–1983), cantante.
- Martial Brigouleix (1903–1943), militar.
- Charles Bruneau (1883–1969) lingüista y filólogo.
- Francis Carco (1886–1958), escritor.
- René Couzinet (1904-1956), ingeniero aeronáutico
- Marcel Dalio (1900–1983), actor.
- Bella Darvi (1928–1971), actriz.
- Léon Deubel (1879–1913), poeta.
- Marie-France Gaite, "Gribouille" (1941–1968), cantante.
- Jean-Jacques Gautier (1908–1986), escritor.
- Michèle Girardon (1938–1975), actriz.
- Maadi Gobrait (1909-1980), enfermera y miembro de la Resistencia francesa 	francopolinesia.
- Marcelle Henry (1895-1945)
- Alfred Jarry (1873–1907), escritor.
- Jules Laforgue (1860–1887), poeta.
- André Leducq (1904–1980), ciclista.
- Corinne Luchaire (1921-1950), actriz.
- Georges Madon (1892-1924)
- Jacqueline Maillan (1923–1992), actriz.
- Jacques Monod (1918–1985), actor.
- Mela Muter (1876–1967), artista.
- William Nylander (1822–1899), botánico, briólogo, micólogo, y entomólogo finés.
- José Paul Angulo (1842-1892), político, escritor y empreario hispanoargentino
- Jean Paulhan (1884–1968), escritor.
- Jehan Rictus (1867–1933), poeta.
- Jules Rimet (1875–1956), fundador de la Copa Mundial de Fútbol
- Albert Rubin (1887–1956), pintor y escultor francés.
- Hélène Rytmann (1908–1980), esposa de Louis Althusser, combatiente de la resistencia durante a Segunda Guerra Mundial.
- Alexander Salkind (1921–1997), productor de cine.
- Stéphane Sirchis (1959–1999), músico, miembro fundador de la banda francesa Indochine.
- Monique Serf (1930–1997), cantante.
- Albert Stopford (1860-1939), comerciante de antigüedades.
- Jean Vigo (1905–1934), director de cine.
- John Wilson (1889–1914), jugador de fútbol escocés.

## Galería

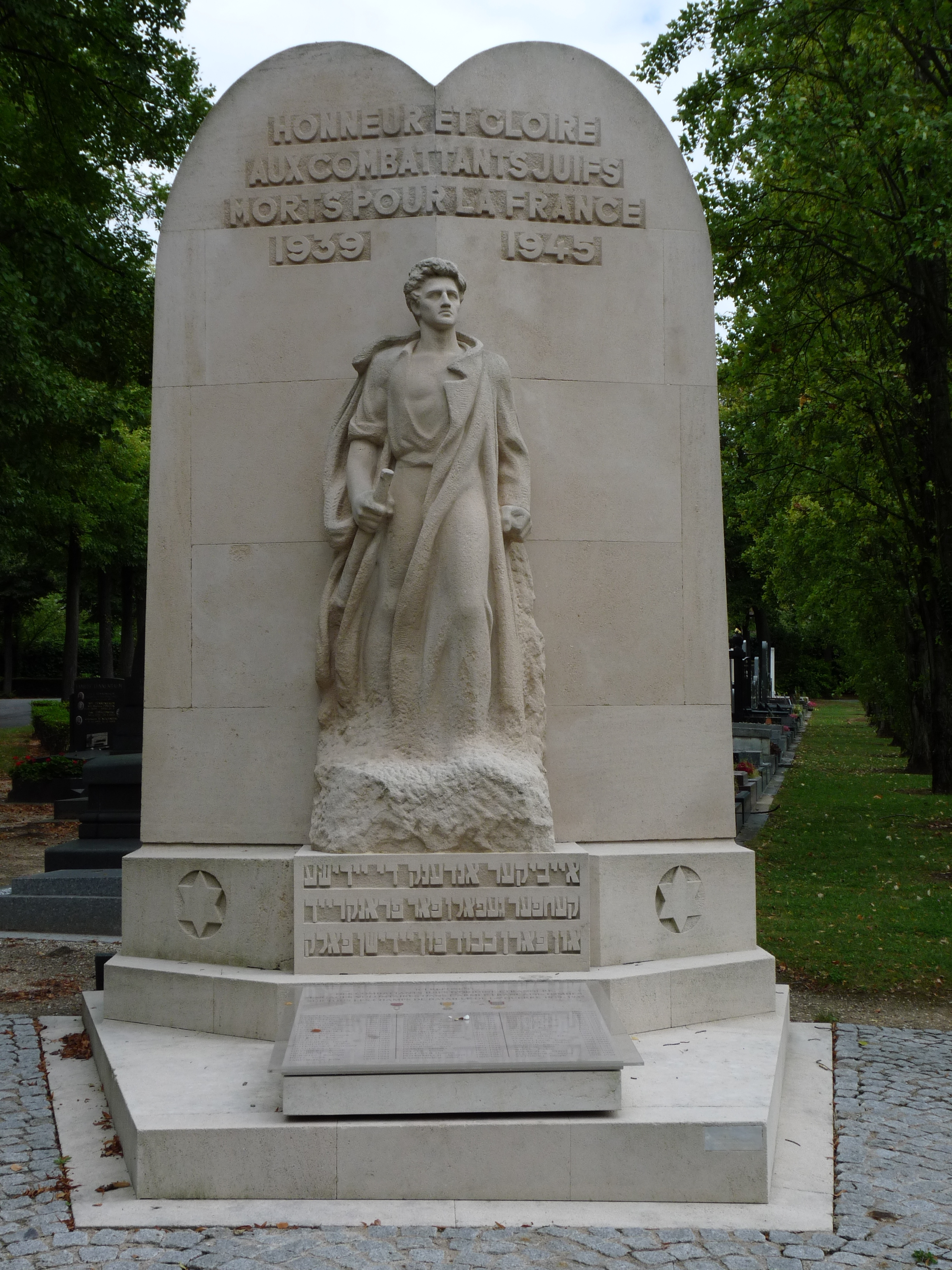
Memorial judío
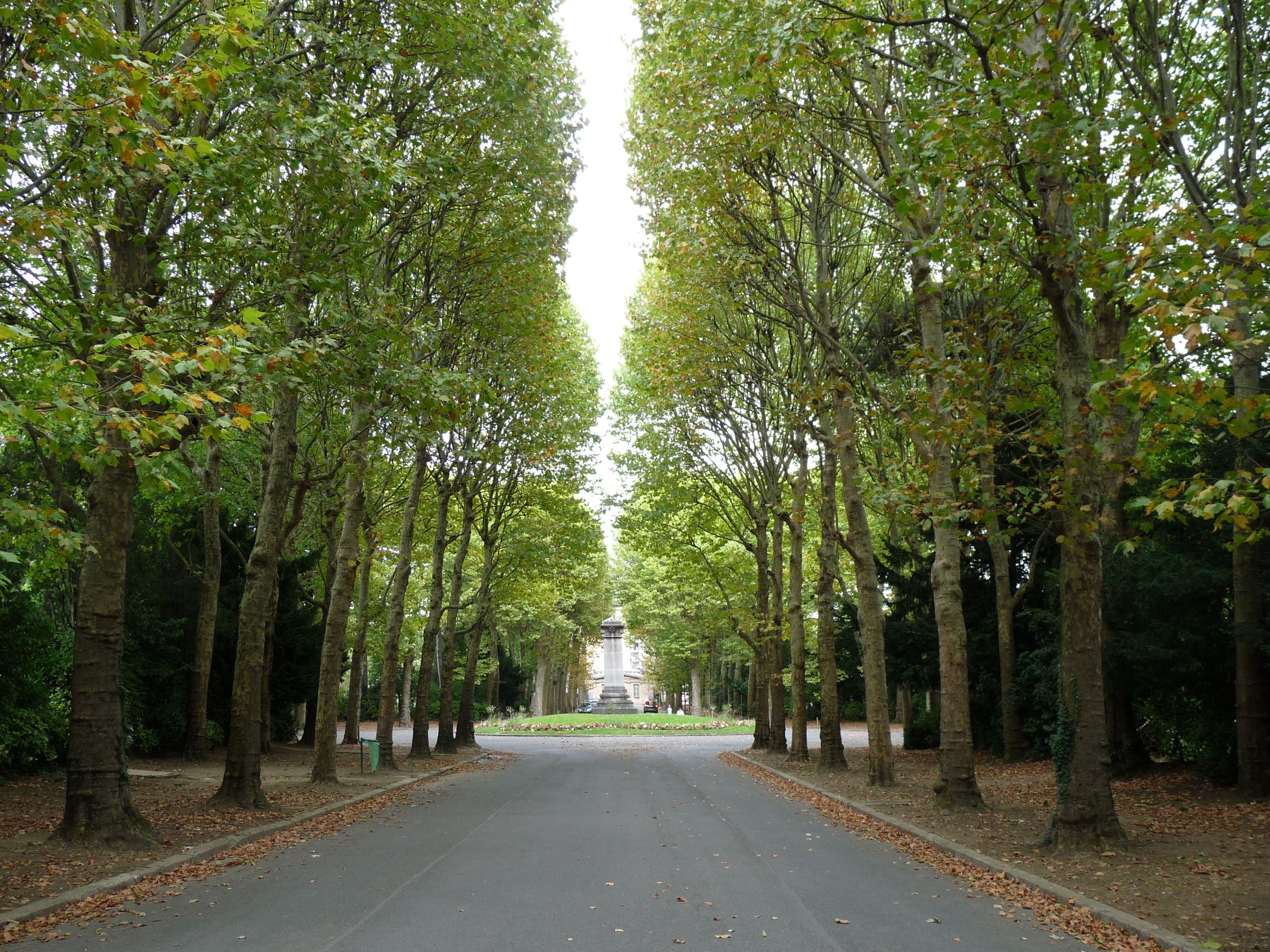
Vista de la avenida central
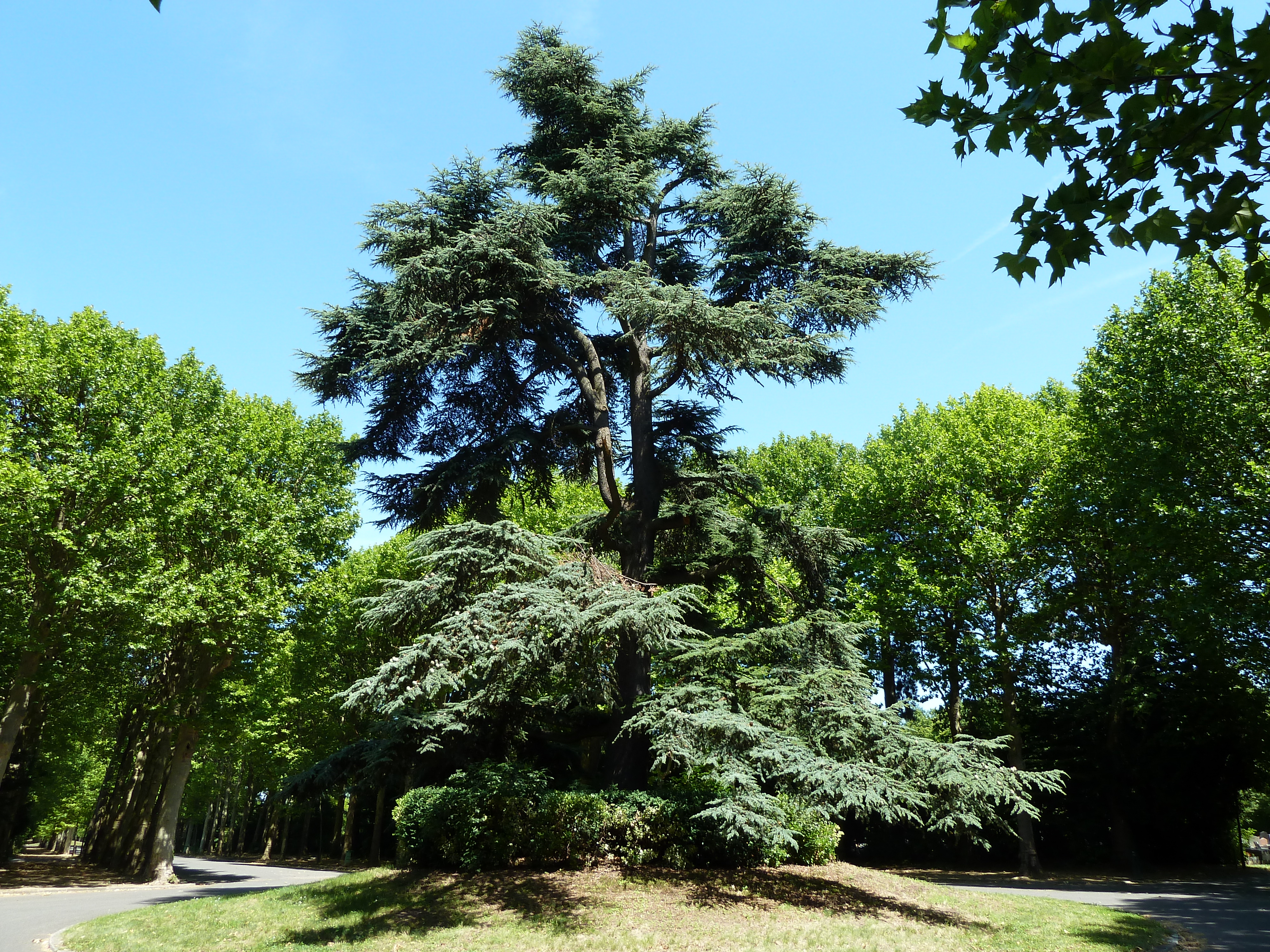
Cedros libaneses.